# ドラゴンフライ・レコーズ
ドラゴンフライ・レコーズ(Dragonfly Records)はイギリスのレコードレーベル。主にサイケデリックトランスをリリースし、レーベルのマークにはその名の通りドラゴンフライ、すなわちトンボを採用している。

## 概要
1990年代にイギリスにてマーティン・グローバーこと、Youth*[:en]によって設立された。今日ではサイケデリックトランスの代表的レーベルにまで成長している。レーベルは、Man With No NameやBamboo Forestらのアーチストを見いだしたことで知られる。また、ゴアトランス全盛の時代に活躍していたレーベルの中で、唯一今も活発に動いているレーベルとしても特筆すべき存在。
レーベル設立者のYouthは、伝説のパンクバンドキリング・ジョークのベーシストとして活動を開始。その後、脱退。やがてゴアに渡る。1980年代の初めはBrilliant、KLFのジミー・コーティーやJuno ReactorのBen Watkinsと活動、自身の元で活動していたアレックス・パターソン、ジミー・コーティーとThe Orbを結成。ゴアでの経験を基に1992年世界で初となるサイケデリックトランスレーベルDragonfly Recordsを設立。

## 代表的なリリース
- Twisted : Hallucinogen（1995年）
- Silicon Trip : Shakta（1997年）
- I.F.O. (Identified Flying Object) : Pleiadians（1997年）がある。

## 関連レーベル
パートナーレーベルはButterfly、サブレーベルにKamaflage、LSDことLiquid Sound Designがある。なお、Butterflyのほうがドラゴンフライよりも設立が早い。